# Stari svetilnik v Kolombu
Stari svetilnik v starem mestnem jedru Kolomba je nekdanji svetilnik v Kolombu. Stolp ne opravlja več funkcije svetilnika, je pa na njem nameščena stolpna ura. Stoji na stičišču Chatham Street in Janadhipathi Mawatha (prej Queens Road) v mestnem predelu Fort.

## Zgodovina
Stolp je bil zgrajen kot stolpna ura med letoma 1856-57 in končan 25. februarja 1857.  Stolp je oblikovala Emily Elizabeth Ward, žena guvernerja sira Henryja Georgea Warda (1797-1860).  Gradnjo je izvedel oddelek za javna dela pod nadzorom g. Johna Flemminga Churchilla (generalni direktor javnih del). 29-m visok stolp je bil najvišja zgradba v mestu Kolombo v tistem času. Prvotno uro je naročil za 1.200 ₤ leta 1814 takratni guverner sir Robert Brownrigg (1759-1833), vendar je bila zaradi gospodarskih razlogov v skladišču shranjena do leta 1857, ko je bila končno nameščena.
Svetilnik je bil deaktiviran, potem ko je njegova svetloba motila bližnje stavbe in je bil ukinjen 12. julija 1952. Moderni svetilnik Galle Buck je bil zgrajen na Marine Drive kot nadomestek.

## Lastnosti
Prvotni svetilnik v mestu je bil nameščen na bastijonu na robu mestne utrdbe. Bil je neoklasicistična stavba s 23 m visokim lesenim svetlobnim stolpom, ki se je dvigal iz dvonadstropne krožne osnove iz opeke in ga je obkrožala prefinjena kolonada.  Postavljen je bil leta 1829 in kasneje porušen z odstranitvijo obzidja med letoma 1869 in 1871. 
Urni mehanizem so zgradili ugledni angleški urarji družbe Dent, ki so bili prav tako odgovorni za izdelavo ure ("Big Ben") v Westminstrski palači leta 1852. Stolpno uro so uradno naročili 25. marca 1857. Zvonove sestavlja glavni zvon pribl. 250 kg težek in dva pomožna zvonova po 152 kg.
Navigacijska luč je bila v stolp premeščena leta 1867. Vrtečo se dioptrično luč, ki jo upravlja urni mehanizem so skonstruirali v Chance Brothers. Višina goriščne ravnine nad morsko gladino je bila 140 m, svetloba pa je bila vidna v višini 61 m nad morjem na razdalji 27 km v jasnem vremenu. Svetloba je bila trojna bliskavica v intervalih 30 sekund, pri čemer je vsaka bliskavica trajala eno sekundo in vsaka dolga pavza 18 sekund. Svetilka je bila osvetljena z uporabo kerozinskega olja. Leta 1907 je bila predelana na plin. Leta 1933 je bila nadomeščena s 1500 svetlobnimi žarnicami, ki jih je napajala električna energija.
Oktobra 1913 je bilo treba uro zamenjati s sedanjo uro, ki ima okrog šest metrov premera z opalnim steklom za osvetlitev. Stolpna ura je bila ponovno postavljena 4. aprila 1914. 